# Acanthomytilus farsianus
Acanthomytilus farsianus är en insektsart som beskrevs av Alfred Serge Balachowsky och Kaussari 1955. Acanthomytilus farsianus ingår i släktet Acanthomytilus och familjen pansarsköldlöss.
Artens utbredningsområde är Iran. Inga underarter finns listade i Catalogue of Life.